# Sophronica hologrisea
Sophronica hologrisea là một loài bọ cánh cứng trong họ Cerambycidae.